# Sune Wetterlundh
Sune Charles Gustaf Wetterlundh, född 11 februari 1904 i Vänersborg, död 15 april 2000 i S:t Petri församling i Malmö, var en svensk ämbetsman och företagsledare. Han var far till Göran Wetterlundh.
Wetterlundh, som var son till läroverksadjunkten Gustaf Wetterlundh, blev juris kandidat vid Lunds universitet 1925, genomförde tingstjänstgöring 1926–1929, blev extra länsnotarie i Älvsborgs län 1930, länsassessor 1944, var landssekreterare i Malmöhus län 1949–1956 och verkställande direktör i Sydsvenska Kraft AB 1956–1970. 
Wetterlundh var administrativ rådgivare hos etiopiska regeringen 1946–1948, ordförande i epizootinämnden 1951–1955 och styrelseordförande eller styrelseledamot i olika kraftföretag, bolag och organ 1956–1981. Han var expert i bland annat atomdelegationen och atomskadeutredningen 1956–1973. 
Wetterlundh invaldes som ledamot av Fysiografiska sällskapet i Lund 1957, Vetenskapssocieteten i Lund 1960 och Humanistiska Vetenskapssamfundet i Lund 1963. Han var hedersledamot av bland annat Svenska kraftverksföreningen, Skånska veterinärföreningen och Västgöta nation i Lund samt ständig ledamot av Ingenjörsvetenskapsakademiens industriella råd.
Sune Wetterlundh är begravd på Östra kyrkogården i Malmö.